# Niederhausen an der Appel
Niederhausen an der Appel là một đô thị thuộc thuộc huyện Donnersberg, Đức. Đô thị Oberhausen an der Appel có diện tích 5,46 km², dân số thời điểm ngày 31 tháng 12 năm 2006 là 244 người.